# Episodi de I Simpson (trentaseiesima stagione)
La trentaseiesima stagione della serie animata I Simpson è andata in onda negli Stati Uniti d'America dal 29 settembre 2024 al 18 maggio 2025 su Fox.
In Italia, la stagione è inedita, fatta eccezione gli episodi esclusivi per Disney+, O C'mon All Ye Faithful,  The Past and the Furious e Yellow Planet.
| N° | Codice di produzione | Titolo originale                                             | Titolo italiano                         | Prima TV USA               | Prima TV Italia            |
| -- | -------------------- | ------------------------------------------------------------ | --------------------------------------- | -------------------------- | -------------------------- |
| 1  | 35ABF15              | Bart's Birthday                                              |                                         | 29 settembre 2024          | inedito                    |
| 2  | 35ABF08              | The Yellow Lotus                                             |                                         | 6 ottobre 2024             | inedito                    |
| 3  | 35ABF18              | Desperately Seeking Lisa                                     |                                         | 20 ottobre 2024            | inedito                    |
| 4  | 35ABF16              | Shoddy Heat                                                  |                                         | 27 ottobre 2024            | inedito                    |
| 5  | 35ABF13              | Treehouse of Horror XXXV                                     |                                         | 3 novembre 2024            | inedito                    |
| 6  | 35ABF17              | Women in Shorts                                              |                                         | 10 novembre 2024           | inedito                    |
| 7  | 35ABF14              | Treehouse of Horror Presents: Simpsons Wicked This Way Comes |                                         | 24 novembre 2024           | inedito                    |
| 8  | 36ABF01              | Convenience Airways                                          |                                         | 8 dicembre 2024            | inedito                    |
| 9  | 36ABF03              | Homer and Her Sisters                                        |                                         | 15 dicembre 2024           | inedito                    |
| 10 | 35ABF21              | O C'mon All Ye Faithful (Part 1)                             | O C'mon All Ye Faithful (prima parte)   | 17 dicembre 2024 (Disney+) | 17 dicembre 2024 (Disney+) |
| 11 | 35ABF22              | O C'mon All Ye Faithful (Part 2)                             | O C'mon All Ye Faithful (seconda parte) | 17 dicembre 2024 (Disney+) | 17 dicembre 2024 (Disney+) |
| 12 | 36ABF02              | The Man Who Flew Too Much                                    |                                         | 22 dicembre 2024           | inedito                    |
| 13 | 36ABF04              | Bottle Episode                                               |                                         | 29 dicembre 2024           | inedito                    |
| 14 | 35ABF19              | The Past and the Furious                                     | The Past and the Furious                | 12 febbraio 2025 (Disney+) | 12 febbraio 2025 (Disney+) |
| 15 | 36ABF05              | The Flandshees of Innersimpson                               |                                         | 30 marzo 2025              | inedito                    |
| 16 | 36ABF06              | The Last Man Expanding                                       |                                         | 6 aprile 2025              | inedito                    |
| 17 | 36ABF07              | P.S. I Hate You                                              |                                         | 13 aprile 2025             | inedito                    |
| 18 | 35ABF20              | Yellow Planet                                                | Yellow Planet                           | 22 aprile 2025 (Disney+)   | 22 aprile 2025 (Disney+)   |
| 19 | 36ABF08              | Abe League of Their Moe                                      |                                         | 27 aprile 2025             | inedito                    |
| 20 | 36ABF09              | Stew Lies                                                    |                                         | 4 maggio 2025              | inedito                    |
| 21 | 36ABF10              | Full Heart, Empty Pool                                       |                                         | 11 maggio 2025             | inedito                    |
| 22 | 36ABF11              | Estranger Things                                             |                                         | 18 maggio 2025             | inedito                    |